# Tap Tap系列
Tap Tap是由Tapulous开发的iOS平台免费音乐游戏系列。系列首款游戏Tap Tap Revenge发布于2008年7月11日。游戏中，彩色小球伴随着音乐的节奏从屏幕上方直线而下，当小球达到屏幕底端时玩家需要点击屏幕上相应的位置。如果在小球到达底端之后未能被点击，那么玩家的分数清零（在特殊的情况下除外），反之则积累分数。此外还有需要玩家晃动硬件（iPhone、iPod touch、iPad）来代替点击屏幕的小球。截至2009年9月，这款游戏已经发行了超过3500万份，是目前发行量最大的音乐游戏。